# E caudata

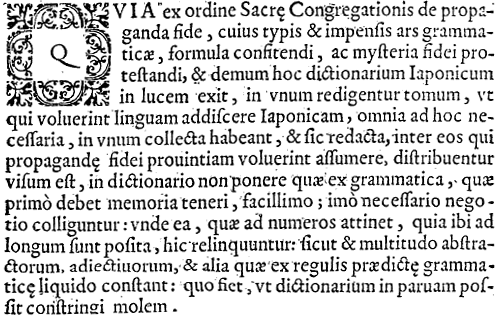
Impreso antiguo de "Dictionarium sive thesauri linguae Japonicae compendium" con tipos ę y æ

Ę (minúscula: ę) es una letra del alfabeto latino, derivada de la E con la adición de un ogonek.
Bajo el nombre de e caudata ("e con cola"), ę fue usada en latín desde comienzos del siglo XII para representar la vocal también escrita ae o æ.
En polaco, ę representa una e nasalizada. Esta fue también originalmente una e nasalizada en lituano, pero hoy esta es pronunciada como una e larga.
El carácter Ę es usado en algunos sistemas de notación de fonética americana para representar una e nasalizada. Esta fue entonces adoptada en las ortografías de algunos lenguas norteamericanas, tal como el navajo.